# Adenocalymma flaviflorum
Adenocalymma flaviflorum là một loài thực vật có hoa trong họ Chùm ớt. Loài này được (Miq.) L.G.Lohmann mô tả khoa học đầu tiên năm 2008.